# Академија за ликовну уметност и обликовање Универзитета у Љубљани
Академија за ликовну уметност и обликовање Универзитета у Љубљани (словен. Akademija za likovno umetnost in oblikovanje v Ljubljani или краће ALUO) је академија чланица Универзитета у Љубљани.
Тренутни декан је проф. Боштјан Ботас Кенда.

## Структура
Одељења:
- Одељење за кипарство
- Одељење за обликовањљ
- Одељење за реставрацију
- Одељење за сликарство

Катедре
- Катадра за цртање
- Катадра за графику
- Катадра за сликарство
- Катадра за ликовну технологију
- Катадра за ликовне науке
- Катадра за опште предмете
- Катадра за кипарство
- Катадра за видео и нове медије
- Катадра за фотографију
- Катадра за индустријско планирање и обликовање
- Катадра за планирање и обликовање визуелних комуникација
- Катадра за инжињерске предмете
- Катадра за развој и теорију обликовања
- Катадра за рестаурацију штеглајног сликарства
- Катадра за рестаурацију дрвених и камених површина
- Катадра за рестаурацију зидског сликарства и мозаика